# Martina Thorogood
Martina Thorogood Heemsen (Valencia, 4 febbraio 1975) è una modella venezuelana, eletta Miss Venezuela 1999. Inoltre ha vinto i riconoscimenti speciali di Miss Internet e Miss Integral. Al concorso ha rappresentato lo stato di Miranda.
Martina Thorogood ha rappresentato il Venezuela a Miss Mondo 1999, concorso svolto a Londra il 4 dicembre 1999, dove è riuscita ad arrivare al secondo posto, dietro soltanto alla vincitrice, l'indiana Yukta Mookhey. Non ha potuto partecipare a Miss Universo 2000, proprio per via del secondo posto a Miss Mondo, dato che se fosse successo qualcosa alla Miss Mondo in carica, la seconda classificata avrebbe dovuto sostituirla.